# ليا هانسن
ليا هانسن (20 أبريل 1999 في الدنمارك - ) (بالدنماركية: Lea Hansen)‏ هي لاعبة كرة يد دانمركية. لعبت مع SønderjyskE Håndbold ‏.

## وصلات خارجية
- ليا هانسن على موقع الاتحاد الأوروبي لكرة اليد (الإنجليزية)